# Zdzisław Lechnicki

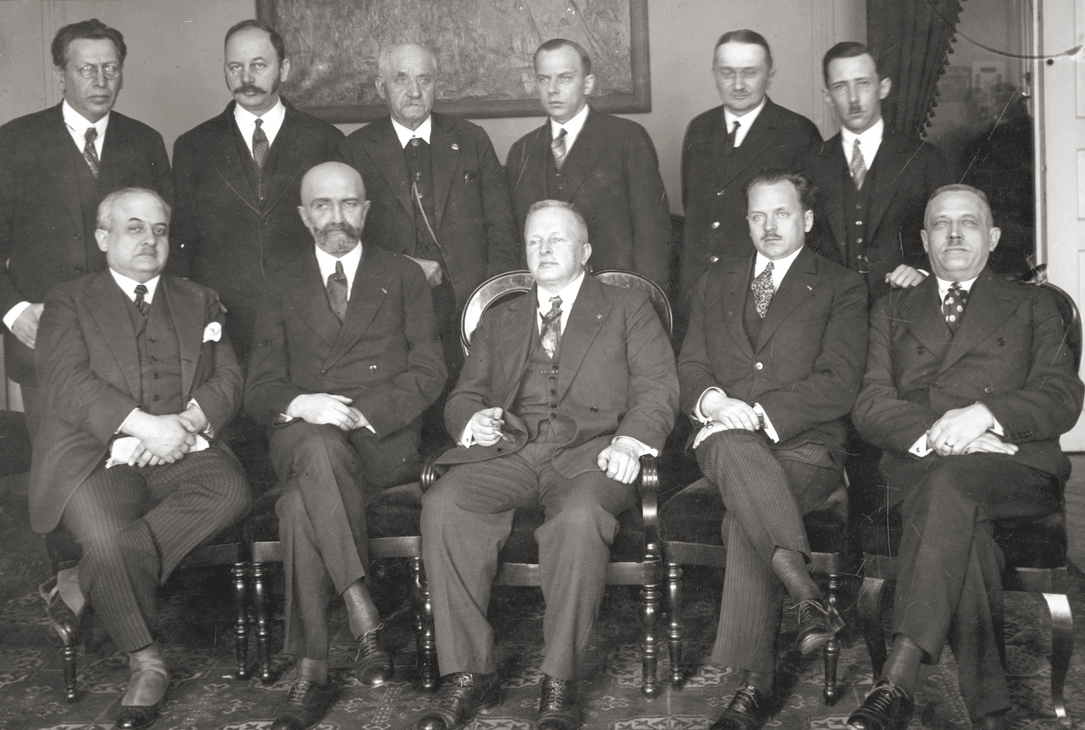
Prezydium BBWR z wizytą u marszałka Senatu Juliana Szymańskiego w 1929 r. Od lewej siedzą: Hipolit Gliwic, Walery Sławek, Julian Szymański, Marian Zyndram-Kościałkowski, Walery Roman; stoją: Henryk Loewenherz, Karol Polakiewicz, Jakub Bojko, Zdzisław Stroński, Zdzisław Lechnicki, Adam Piasecki.

Zdzisław Klemens Lechnicki (ur. 7 czerwca 1890 w Srebrzyszczach, zm. 14 stycznia 1959) – polski działacz społeczny i rolniczy, ziemianin, polityk, poseł na Sejm w II RP.

## Życiorys
Ukończył gimnazjum w Lublinie i Kursy Przemysłowo-Rolnicze przy Towarzystwie Kursów Naukowych w Warszawie (na które uczęszczał w latach 1909–1912). W czasie nauki w gimnazjum był członkiem Organizacji Młodzieży Narodowej Szkół Średnich (1905) i konspiracyjnego Związku Młodzieży Polskiej „Przyszłość” – „Pet”, był kierownikiem grupy „Pet” w Warszawie w latach 1906–1909, został aresztowany na zjeździe „Pet” w Warszawie i spędził kilka miesięcy w areszcie. Został przyjęty do Koła Braterskiego tajnego Związku Młodzieży Polskiej „Zet” (w latach 1909–1911 był przewodniczącym Warszawskiego Komitetu Okręgowego i kierownikiem Komisji Szkolnej). W latach 1905–1911 prowadził akcję bojkotu szkoły rosyjskiej (w 1905 roku uczestniczył w strajku szkolnym).
W 1912 roku zaczął gospodarować w rodzinnym majątku Święcica. Był członkiem Rady Gminnej w Olchowcu, zarządu Kasy Pożyczkowo-Oszczędnościowej, straży pożarnej i lokalnych organizacji rolniczych.
W czasie I wojny światowej, w 1915 roku został wybrany do Komitetu Narodowego w Lublinie (był jego członkiem do roku 1917). W latach 1915–1918 był członkiem Polskiej Organizacji Wojskowej, jednak ponieważ jako inwalida nie mógł wstąpić do Legionów, wspomagał je finansowo. Po listopadzie 1918 roku organizował Straż Kresową, następnie prezesował Komitetowi Wykonawczemu Towarzystwa Straży Kresowej, od 1920 roku był członkiem ekspozytury KC „Zet”, jednym z założycieli i członkiem KC (w latach 1926–1930) Związku Patriotycznego, był współorganizatorem i w latach 1926–1928 przewodniczącym Związku Naprawy Rzeczypospolitej. Był członkiem Związku Seniorów OMN i Związku Polskiej Młodzieży Demokratycznej, w 1936 roku był przewodniczącym zjazdu z okazji 50-lecia ZMP „Zet”.
W 1928 roku został wybrany posłem na Sejm II kadencji (1928–1930) z listy państwowej nr 1 (BBWR). Pracował w komisjach: konstytucyjnej i skarbowej. Został ponownie wybrany w 1930 roku z tej samej listy do Sejmu III kadencji (1930–1935). Zrzekł się mandatu 6 lutego 1931 roku na znak protestu przeciw sposobowi traktowania w Brześciu posłów Centrolewu.
W czasie II wojny światowej współpracował z Komendą Główną ZWZ/AK, od 1941 roku był pracownikiem Departmentu Rolnictwa Delegatury Rządu RP na Kraj.
Po wojnie w 1945 roku został aresztowany jako pochodzący z rodziny ziemiańskiej, był więziony przez kilka miesięcy i zwolniony po interwencjach chłopów ze Święcicy. Od 1946 roku pracował we władzach Państwowych Nieruchomości Ziemskich w Poznaniu. Wkrótce jednak został bezpodstawnie oskarżony o sabotaż i uwięziony, w 1951 roku skazano go na 15 lat więzienia, w 1957 roku został zwolniony i „zrehabilitowany” bez swoich starań, po czym podjął pracę w Poznaniu.

## Odznaczenia
- Krzyż Komandorski Orderu Odrodzenia Polski (1929?)
- Krzyż Niepodległości (1932)[2]

## Życie prywatne
Zdzisław Lechnicki był synem Felicjana (właściciela dóbr Święcica i Srebrzyszcze) i Marii z domu Hempel (1867–1929). Miał rodzeństwo:
- brata Tadeusza Lechnickiego (1892–1939) – posła na Sejm V kadencji II Rzeczypospolitej[1][2][4][5]
- siostrę Annę – przed 1914 rokiem członkinię Grupy Narodowej w Warszawie, w 1920 roku ochotniczego bombardiera baterii górskiej
- brata Witolda, członka OMN i „Pet”-u, który będąc studentem Uniwersytetu Jagiellońskiego popełnił samobójstwo w 1916 roku[3].
- brata Klemensa Lechnickiego (ur. w 1899 roku), który po gimnazjum poszedł do wojska, w 1920 roku służył w stopniu porucznika, poległ śmiercią bohaterską pod Bogdanami 6 czerwca 1920 roku w czasie odwrotu spod Kijowa[3].

Felicjan Lechnicki (ojciec Zdzisława) był również ojcem (z pierwszej żony, Marii z domu Sielskiej) Felicjana Lechnickiego (1885–1963), również posła na Sejm w II RP.
Maria Hempel była siostrą Antoniego Hempla i Leona Hempla.
Zdzisław Lechnicki nie założył rodziny.
Po śmierci został pochowany na cmentarzu na Junikowie w Poznaniu.